# شارميان كار
شارميان كار (بالإنجليزية: Charmian Carr)‏ هي رائدة أعمال وممثلة أمريكية، ولدت في 27 ديسمبر 1942 في شيكاغو في الولايات المتحدة، وتوفيت في 17 سبتمبر 2016 في لوس أنجلوس في الولايات المتحدة بسبب خرف.

## أعمال

### أفلام
- (1965) صوت الموسيقى[6][7][8]

## وصلات خارجية
- الموقع الرسمي
- شارميان كار على موقع IMDb (الإنجليزية)
- شارميان كار على موقع ألو سيني (الفرنسية)
- شارميان كار على موقع ميوزك برينز (الإنجليزية)
- شارميان كار على موقع أول موفي (الإنجليزية)
- شارميان كار على موقع قاعدة بيانات الأفلام السويدية (السويدية)
- شارميان كار على موقع ديسكوغز (الإنجليزية)
- شارميان كار على موقع قاعدة بيانات الفيلم (الإنجليزية)
- شارميان كار على موقع كينوبويسك (الروسية)